# 伊藤邦衛
伊藤邦衛（いとう くにえ、1924年6月16日 - 2016年9月29日）は、日本の造園家・作庭家・環境デザイナー。広島県出身。

## 経歴
1947年、東京農業大学農学部造園学科を卒業し、清水建設入社、設計部に配属。1963年に独立し、伊藤造園設計事務所創立。東京農業大学講師、日本造園修景協会常務理事、日本造園学会理事を歴任。
北の丸公園池他一連の造園設計で、日本造園学会賞計画設計作品部門受賞。1989年第11回日本公園緑地協会北村賞受賞。1994年園芸文化賞受賞。

## 代表作
- 池上本門寺松涛園改修整備（1986年）
- ラマ九世記念公園日本庭園
- ガーデンアイランド下蒲刈防潮堤自然石積修景[3]
- 蔦川火山砂防修景（1993年）[3]
- 北の丸公園・千鳥ヶ淵周辺[3]
- 大崗山ゴルフクラブ庭園三景園（1993年）
- 猿江恩賜公園 日本庭園
- 藤田観光京都国際ホテル庭園（1985年）
- 徳川園
- 秋田県立中央公園（秋田県雄和村）
- 栃木県中央公園
- 筑波研究学園都市・並木公園（1974年）
- 滋賀県県民の森文化ゾーン夕照の庭
- 世田谷公園（東京）
- 茨城県立歴史館の庭
- 浜松城中央公園
- 江戸川公園（東京）
- 笠松運動公園日本庭園（1971年）
- 小平市平櫛田中彫刻美術館庭園改修（1972年）
- 上野毛自然公園
- 昭和記念公園一部
- 岡山・国際児童年記念公園 こどもの森（1981年）
- 名古屋人工地盤公園
- イースト・ガーデン
- 多摩ニュータウン・一本杉公園
- 一本松公園
- 大宮前公園（東京）
- 荻窪公園（東京）
- 姉妹都市提携記念日本庭園（1983年）
- プラザ・シカ（ブラジル・リオグランデドスール州）
- ワシントンホテル・ステーキハウスふじた（東京都新宿区）
- 紅葉山公園 (中野区)
- 東京・本郷給水所公苑
- 旗の台公園
- 南予レクリエーション都市公園南楽園
- 城南公園
- 九州自動車道直方パーキングエリア
- 広島空港庭園「三景園」
- 東京・大田黒公園、目白庭園、肥後細川庭園、旧安田庭園、目白・椿山荘等のなどの旧邸宅跡庭園の改修多数。
- 西川緑道公園（岡山県）、釜川造園修景（宇都宮市）、新宿遊歩道公園「四季の路」などの公園化改修多数。[3]
- 東京・元町公園（文京区）など、公園再建化多数。
- 滝野川公園(東京都)
- 石照庭園(島根県雲南市)
- さくら交通公園施設（茨城県つくば市）